# خورخي هومبيرتو توريس
خورخي هومبيرتو توريس (بالإسبانية: Jorge Humberto Torres)‏ هو لاعب كرة قدم ومدرب كرة قدم مكسيكي، ولد في 27 أغسطس 1962 في غوادالاخارا في المكسيك. لعب مع سيمارونس دي سونورا ‏.